# 신석빈
신석빈(辛錫斌, 1909년 ~ 1986년 6월 4일)은 대한민국의 정치인이다.제2대 국회의원을 지냈다.
정읍농업고등학교를 졸업하고, 제2대 국회의원, 전북도 내무국장을 역임하였다. 한국전쟁 때 납북되어 재북평화통일촉진협의회 중앙위원회 위원으로 있다가 1958년 평북으로 이주하였고 1986년 6월 4일 병사했다.

## 역대 선거 결과
| 실시년도 | 선거   | 대수 | 직책     | 선거구         | 정당   | 득표수   | 득표율          | 순위 | 당락 | 비고 |
| -------- | ------ | ---- | -------- | -------------- | ------ | -------- | --------------- | ---- | ---- | ---- |
| 1950년   | 총선   | 2대  | 국회의원 | 전북 정읍군 갑 | 무소속 | 17,987표 | \| \| 39.62% \| | 1위  |      | 초선 |
|          | 39.62% |      |          |                |        |          |                 |      |      |      |

## 참고자료
- 신석빈 - 대한민국헌정회